# Спортен комплекс „Червено знаме“
Спортен комплекс „Червено знаме“ е построен 1985 г. за европейската олимпиада по плуване.
Намира се югоизточно от центъра на София, в близост до 4-ти километър.
Комплексът разполага с: открит басейн с олимпийски размери, открит басейн за скове, външна кула за скокове, вътрешен басейн с олимпийски размери, вътрешен басейн за скокове, вътрешна кула за скокове, вътрешен детски басейн,
помощно тренировъчно игрище, кортов терен и игрище с изкуствена трева, зала за акробатика, зала за волейбол, зала за борба, зала за стрелба, зала зала за баскетбол. Основният терен е снабден и с писта за лека атлетика, възстановителен център, фитнес зала, сауна, тангентори и медицински център, презцентър, кафе, трибуна с места за 2000 души на външния басейн, трибуна с места за 2000 души на вътрешния басейн, малък парк, обществена тоалетна я парка, бани и тоалетни в медицинския център и основаната сграда на комплекса, два паркинга за автомобили и един за автобуси. Комплексът разполага с хотелска част разположена на 15 етажа.

## Проект за модернизация
През април 2005 г. е представен план за модернизация на стадион „Българска армия“, базата в Панчарево и комплекс „Червено знаме“. Планът предвижда пълно разрушаване на сегашния стадион и създаване на нов модерен стадион с капацитет 30 000 души на стойност 100 млн. лева. Той трябва да бъде изграден за 4 години. Реализацията на проекта трябва да започне, след като стадионът, базата в Панчарево и базата на 4-ти километър бъдат прехвърлени към футболния клуб.

## Спортна зала
Част от базата е разрушена през 2010, а на нейно място е изградена многофункционална спортна зала Арена Армеец.